# Medier i Sydkorea
Medier i Sydkorea utgörs främst av dagspress, TV, radio och Internet/webbplatser.

## Dagspress
Sydkorea är ett land med stor tidningsspridning, år 1996 var det 393 tidningsexemplar per 1000 personer. Det skedde en kraftig expansion på 1980-talet till 97 000 tidningar. Det finns över hundra dagliga tidningar varav ett tjugotal är nationella. De största är Chosun Ilbo och JoongAng Ilbo.
Chosun Ilbo är den av Sydkoreas tidningar som är störst eller i alla fall mest välkänd. Namnet betyder Korea daily och har 1,8 miljoner läsare varje dag. Ägare är Chosun Ilbo & Co och redigerare är Kim Chang-Kyoon. Tidningen startades år 1920.
JoongAng Ilbo är också stor och namnet betyder The Central Times på engelska. Den är en av de tre största tidningarna  i landet. Ägare är JoongAng Media Network och den startades år 1965. Ägare är Song Philho. Ungefär 1,2 miljoner läser den varje dag, enligt siffror från år 2012. 
Regeringens restriktioner för pressen har minskat sedan 1980-talet men i vissa frågar är kontrollen fortfarande sträng.  Ägarkoncentrationen är stor och även de största tidningarna är påverkade av konservativa synpunkter enligt Landguiden. Det kan även vara svårt att se skillnad mellan nyhets - och ledarsidorna i tidningarna. (Det går ej att länka pdf-filen, från denna sida kan man klicka vidare till pdf:en)

## TV och Radio
Radio och TV är delvis statligt ägda. Han’guk Pangsong Kongsa är det statliga bolaget för radio och TV, alltså deras Public service.  Ett av de större radio- och TV-nätverken är Munhwa Pangsong Kongsa som är kommersiellt.
Det finns även privata TV-bolag som SBS (Seoul Broadcasting System) och JTV (Jeonju Television Corporation). KBS (Korean Broadcasting System) ägs av staten och är Koreas ledande radio- och TV-bolag. Sydkorea har totalt ett 40-tal TV-kanaler. Andelen internetanvändare är hög och Sydkorea har många bloggare och twittrare i jämförelse med andra länder. Det finns även en del religiösa radiokanaler samt en amerikanska radio- och TV-kanal för de amerikanska trupper som är stationerade i Sydkorea.

## Regler och lagar
Under militärstyret 1961–1987 var yttrandefriheten starkt begränsad men de nya presslagarna som följde gjorde så att den stärktes och idag är Sydkorea ett land med i princip fri opinionsbildning.
Debatten på internet om politik är fri. Enligt den nationella säkerhetslagen är det förbjudet att sprida, uttrycka idéer eller på något som helst sätt stödja Nordkorea eller dess organisationer. Kommunism är ett förbjudet begrepp i Sydkorea. Man får inte heller kommunicera med nordkoreanska organisationer eller sprida propaganda. Lagen ger även rätt att censurera text som på något sätt är vänligt inställd till Nordkorea. Den som bryter mot den nationella säkerhetslagen riskerar att dömas till landets strängaste straff (dödsstraff) eller livstids fängelse. På Reportrar utan gränsers lista om pressfrihet hamnar Sydkorea på 50:e plats.
Enligt Freedom House är Sydkorea rankat som en 2:a på både frihet, civila rättigheter och politiska rättigheter (1 är bäst och 7 är sämst).